# Houston (I'm Comin' to See You) (álbum)
Houston (I'm Comin' to See You), estilizado como Houston – I'm Comin' to See You!, es el vigésimo sexto álbum de estudio del músico estadounidense Glen Campbell, publicado en mayo de 1974 a través de Capitol Records.

## Recepción de la crítica
Un escritor no especificado de Billboard escribió: “Si eres fanático de Campbell, este álbum es imprescindible. Probablemente uno de los mejores hasta ahora, con el mismo nombre que su sencillo actual. Excelente selección de material, y Campbell se mueve a través de las melodías dinámicas con tanta facilidad como lo hace con las suaves baladas”. Un escritor no especificado de la revista Cash Box declaró: “Su facilidad y flexibilidad vocal lo convierten en el intérprete respetado que es. La canción que da nombre al álbum es una balada poderosa que tiene un arreglo muy fino. La producción de Jimmy Bowen es una sólida ventaja para este LP”. Un escritor no especificado de Record World declaró: “Selecciones easy listening aderezadas con el estilo country propio de Campbell impregnan este paquete. La producción de Jimmy Bowen mantiene las pistas melódicamente suaves”.

## Lista de canciones
| Lado uno |                                   |                                   |          |  |
| N.º      | Título                            | Escritor(es)                      | Duración |  |
| 1.       | «Houston (I'm Comin' to See You)» | David Paich                       | 3:21     |  |
| 2.       | «Too Many Mornings»               | George Place                      | 2:50     |  |
| 3.       | «Lovesick Blues»                  | Irving Mills Cliff Friend         | 2:33     |  |
| 4.       | «Yesterday, When I Was Young»     | Charles Aznavour Herbert Kretzmer | 3:41     |  |
| 5.       | «Lovelight»                       | Bill C. Graham Glen Castleberry   | 2:21     |  |

| Lado dos |                         |                                          |          |  |
| N.º      | Título                  | Escritor(es)                             | Duración |  |
| 1.       | «No Love at All»        | Wayne Carson Thompson Johnny Christopher | 2:42     |  |
| 2.       | «Honestly Loved»        | Graham Castleberry                       | 2:45     |  |
| 3.       | «Bonaparte's Retreat»   | Pee Wee King                             | 2:48     |  |
| 4.       | «If I Were Loving You»  | Graham Castleberry                       | 2:55     |  |
| 5.       | «A Beautiful Love Song» | Graham                                   | 2:28     |  |

## Créditos y personal
Créditos adaptados desde las notas de álbum de Houston (I'm Comin' to See You).
Personal técnico
- Jimmy Bowen – productor
- Dennis McCarthy – arreglos en todas las canciones excepto «Houston (I'm Comin' to See You)»
- Marty Paich – arreglos en «Houston (I'm Comin' to See You)»
- John Guess – ingeniero de audio
- Roy Kohara – director artístico
- Brian Zick – ilustración

## Posicionamiento

### Gráfica semanal
| Gráfica (1974)                                    | Pico de posición |
| ------------------------------------------------- | ---------------- |
| Estados Unidos (Billboard Hot Country LP's)       | 12               |
| Estados Unidos (Cash Box Top Country LP's)        | 14               |
| Estados Unidos (Record World Country Album Chart) | 15               |

### Gráfica de fin de año
| Gráfica (1974)                             | Pico de posición |
| ------------------------------------------ | ---------------- |
| Estados Unidos (Cash Box Top Country LP's) | 80               |